# Odwrotny manewr rotacyjny Woodsa
Odwrotny manewr rotacyjny Woodsa – jeden z manewrów wykorzystywanych podczas udzielania pomocy rodzącej z dystocją barkową. Do pochwy wprowadza się kilka palców od strony grzbietu płodu i przez nacisk na przednią łopatkę powoduje się przemieszczenie przedniego barku przez obrót łukiem ku przodowi o 180°. Jeżeli bark tylny jest bardziej dostępny można podjąć próbę obrotu tego barku. W obydwu przypadkach idea jest taka sama, czyli przywiedzenie ramion do siebie w celu zmniejszenia wymiaru międzybarkowego.